# 亞武科阿
亞武科阿（西班牙語：Yabucoa）是波多黎各的城鎮，位於該島東南部，始建於1793年10月3日，面積216平方公里，海拔高度12米，主要經濟活動是農業，2010年人口37,941，人口密度每平方公里180人。

## 外部連結
- Yabucoa and its barrios, United States Census Bureau